# Gerald R. Molen

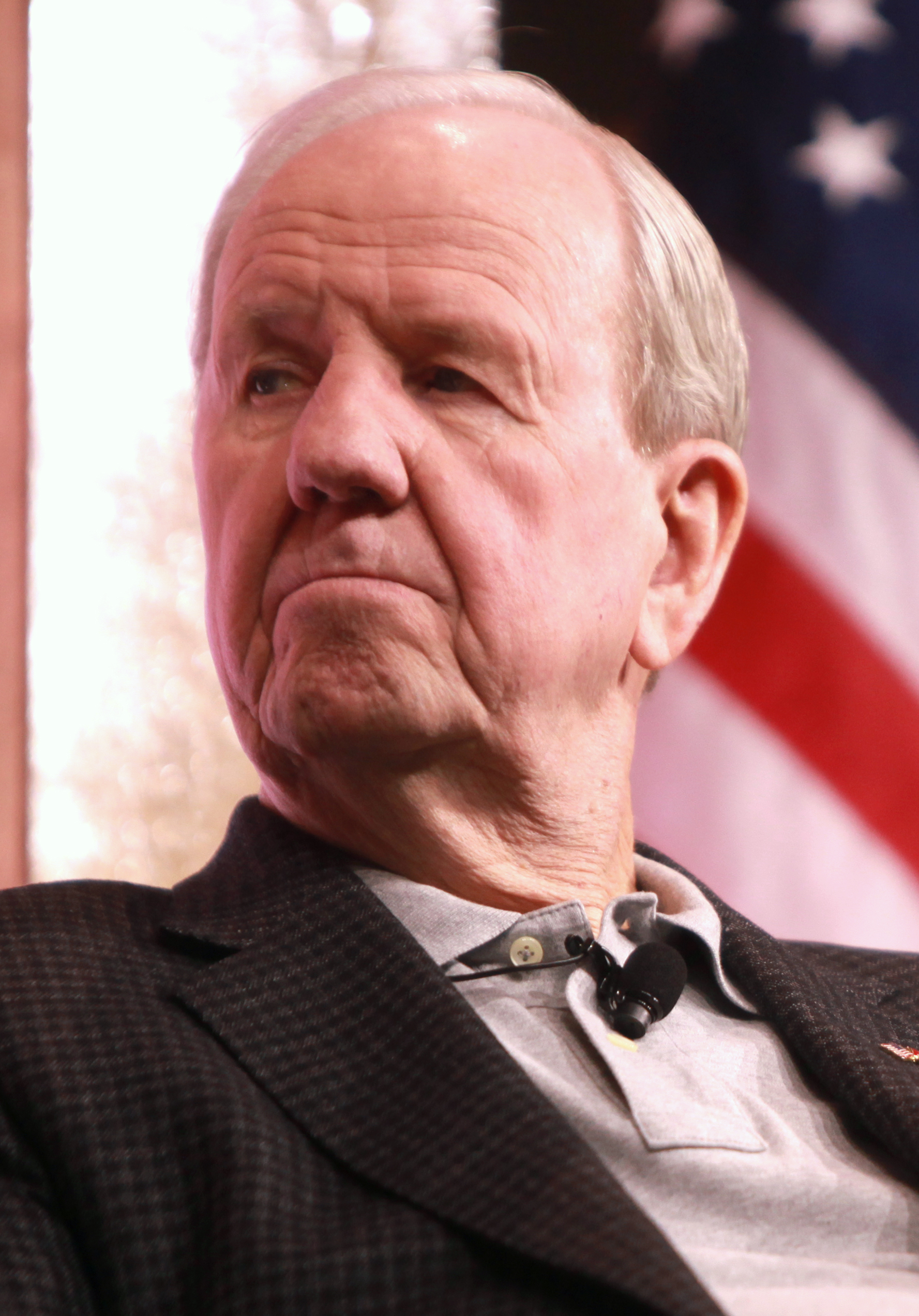
Gerald R. Molen, 2014

Gerald R. „Jerry“ Molen (* 6. Januar 1935 in Great Falls, Montana) ist ein US-amerikanischer Filmproduzent.

## Biografie
Molen ist langjähriger Partner von Steven Spielberg, der seine Arbeit beim Film in den 1970er Jahren als Transportkoordinator begonnen hat. In den 1980er Jahren war Molen Aufnahmeleiter unter anderem bei Wenn der Postmann zweimal klingelt, Tootsie und Die Farbe Lila. Der letztgenannte Film stellte Molens erste Zusammenarbeit mit Spielberg dar. Sein Debüt als Produzent gab Molen 1991 in Hook. In den kommenden Jahren hat er viele weitere Filme Spielbergs mitproduziert, darunter Jurassic Park, Schindlers Liste, Vergessene Welt: Jurassic Park und Minority Report.
Außerdem wirkte er in einigen Spielberg-Filmen in kleinen Nebenrollen mit, darunter in Jurassic Park, Amistad und zuletzt in Catch Me If You Can. Hier verwendete er jedoch meist den Namen Jerry Molen. Weitere Filme, an denen Molen jedoch meist als Executive Producer beteiligt war, waren Rain Man, Tage des Donners und Twister. 
Molen produzierte die stark kritisierten Dokumentarfilme 2016: Obama’s America (2012), America: Imagine the World Without Her (2014), Hillary’s America: The Secret History of the Democratic Party (2016) und Death of a Nation: Can We Save America a Second Time? (2018) des Republikaners und Verschwörungstheoretikers Dinesh D’Souza. Für Hillary’s America erhielt Molen 2017 die Goldene Himbeere für den Schlechtesten Film.

## Filmografie (Auswahl)
- 1987: Das Wunder in der 8. Straße (Associate Producer)
- 1988: Rain Man (Co-Produzent)
- 1990: Tage des Donners (Executive Producer)
- 1991: Hook (Produzent)
- 1993: Jurassic Park (Produzent)
- 1993: Schindlers Liste (Produzent)
- 1994: Flintstones – Die Familie Feuerstein (Executive Producer)
- 1995: Casper (Executive Producer)
- 1996: Twister (Executive Producer)
- 1996: Der große Stromausfall – Eine Stadt im Ausnahmezustand (Executive Producer)
- 1997: Vergessene Welt: Jurassic Park (Produzent)
- 2001: The Other Side of Heaven (Produzent)
- 2002: Minority Report (Produzent)
- 2016: Hillary’s America: The Secret History of the Democratic Party (Produzent)
- 2018: Death of a Nation: Can We Save America a Second Time? (Produzent)

## Filmpreise
Neben einem BAFTA Award 1994 gewann er mit Steven Spielberg und Branko Lustig bei der Oscarverleihung 1994 einen Oscar für Schindlers Liste.
Außerdem wurde Molen mit zwei Directors Guild of America Awards für Rain Man und Die Farbe Lila ausgezeichnet.